# 지방도 제313호선
지방도 제313호선은 경기도 평택시 팽성읍 석근삼거리에서 화성시를 거쳐 안산시 상록구 사사동을 잇는 경기도의 지방도이다. 화성시 우정읍 멱우 교차로부터 남양동 남양 교차로까지 구간은 국도 제77호선과 중복되며, 비봉면에서 비봉 나들목과 연결되어 서해안고속도로로 진입할 수 있다.

## 연혁
- 2005년 3월 28일 : 기존 지방도 제313호선인 '진천 ~ 안성선' 경기도 구간을 폐지[1]
- 2005년 3월 28일 : 지방도 제313호선을 새로 지정[2]
- 2007년 6월 1일 : 금암 ~ 백곡간 도로(충청북도 진천군 진천읍 문봉리 ~ 백곡면 석현리) 4.16km 구간 확장 개통[3]
- 2008년 12월 26일 : 충청북도 구간 도로구역 지정[4]
- 2010년 9월 : '진천 ~ 안성선' 충청북도 구간이 지방도 제325호선으로 변경[5]
- 2016년 12월 6일 : 안중 ~ 신왕간 도로(평택시 안중읍 송담리 ~ 현덕면 신왕리) 6.16km 구간 확장 개통[6]
- 2019년 4월 12일 : 안중 ~ 조암간 도로 1공구(평택시 포승읍 석정리 ~ 홍원리) 2.93km 구간 확장 개통, 기존 3.6km 구간 폐지[7]
- 2019년 9월 20일 : 안중 ~ 조암간 도로(평택시 안중읍 성해리 ~ 포승읍 석정리) 1.4km 구간 확장 개통, 기존 평택시 안중읍 현화리 ~ 포승읍 석정리 1.0km 구간 폐지[8]
- 2020년 1월 22일 : 평택호 횡단도로 및 평택호국제대교(평택시 현덕면 신왕리 ~ 팽성읍 본정리) 4.39km 구간 신설 개통[9]
- 2021년 7월 23일 : 평택호 횡단도로 개통으로 기존 평택시 팽성읍 두정리 680m 구간 폐지[10]

## 경유지
- 평택시
  - 팽성읍 석근삼거리 - 두정 교차로 - 두정사거리 - 함정 교차로 - (생태통로) - 신대 교차로 - 평택호국제대교
  - 현덕면 평택호국제대교 - 신왕터널(415m) - 신왕 교차로 - 덕목리 - 덕목보건진료소 - 황산리
  - 안중읍 삼정리 - 송담리 - 송담사거리 - 안중사거리 - 안중오거리 - 학현사거리 - 평택시청 안중출장소 - 현화 교차로 - 안중 교차로
  - 포승읍 용소 교차로 - 홍원 교차로 - 만석 교차로 - 홍원육교 - 홍원리사거리 - 장안대교

- 화성시
  - 장안면 장안대교 - 장안 교차로 - 장안리 - (미개통 구간 : 독정리 - 어은리)
  - 우정읍 (미개통 구간 : 조암리 - 멱우리) - 멱우 교차로 - 방축교 - 화수사거리 - 근로복지공단 경기요양병원 - 주곡리 - 선창포구 - (미개통 구간)
  - 남양읍 (미개통 구간) - (배바위) - 장덕리 - 장덕2육교 - 안석리 - 신남리 - 화성 나들목 - 화성서부경찰서 - 택지앞 교차로 - 남양리 - 영남교 - 남양 교차로 - (경기약국) - 남양파출소 - 남양초등학교 - 수작이 교차로 - 남양IC교 - 북양리 - 염치고개
  - 비봉면 염치고개 - 양노교 - 양노공단 교차로 - 양로 교차로(양노 나들목) - 비봉2교 - 비봉1교 - 비봉 교차로 - 비봉 나들목(비봉고가차도) - 구포교 - 쌍학사거리
  - 매송면 숙곡삼거리 - 숙곡교 - 어천 교차로 - 매송우체국 - 어천저수지 - 어천리 - 송라리

- 안산시
  - 상록구 사사동 - 양촌마을 앞

## 중복 구간
- 평택시 안중읍 송담사거리 ~ 안중사거리 : 국도 제39호선과 중복
- 평택시 안중읍 안중사거리 ~ 석정삼거리 : 국도 제38호선과 중복
- 평택시 포승읍 신원 교차로 ~ 홍원육교 동단 : 지방도 제309호선과 중복
- 평택시 포승읍 신원 교차로 ~ 화성시 장안면 장안 교차로 : 지방도 제302호선과 중복
- 화성시 우정읍 멱우 교차로 ~ 남양읍 남양 교차로 : 국도 제77호선과 중복
- 화성시 남양읍 신남3리 ~ 택지앞 교차로 : 지방도 제318호선과 중복
- 화성시 남양읍 수작이 교차로 ~ 남양IC교 : 지방도 제322호선과 중복

## 도로명
- 평택시 팽성읍 석근삼거리 ~ 두정 교차로 : 계양로
- 평택시 팽성읍 두정 교차로 ~ 본정사거리 : 팽성남로
- 평택시 팽성읍 본정사거리 ~ 현덕면 신왕 교차로 : 광덕계양로
- 평택시 현덕면 신왕 교차로 ~ 안중읍 송담사거리 : 현덕로
- 평택시 안중읍 송담사거리 ~ 안중사거리 : 서해로
- 평택시 안중읍 안중사거리 ~ 석정삼거리 : 서동대로
- 평택시 안중읍 석정삼거리 ~ 화성시 장안면 장안리 : 포승장안로
- 화성시 우정읍 멱우 교차로 ~ 선창포구 : 쌍봉로
- 화성시 남양읍 (배바위) ~ 택지앞 교차로 : 남양로
- 화성시 남양읍 택지앞 교차로 ~ (경기약국) : 시청로
- 화성시 남양읍 (경기약국) ~ 남양파출소 : 남양시장로
- 화성시 남양읍 남양파출소 ~ 남양초등학교 : 남양시장로45번길
- 화성시 남양읍 남양초등학교 ~ 수작이 교차로 : 남양시장로25번길
- 화성시 남양읍 수작이 교차로 ~ 매송면 어천저수지 : 화성로
- 화성시 매송면 어천저수지 ~ 안산시 상록구 양촌마을앞 : 어사로